# نانسی برینکر
نانسی گودمن برینکر (انگلیسی: Nancy Goodman Brinker؛ زادهٔ ۶ دسامبر ۱۹۴۶) یک سیاست‌مدار و از فعالان حوزهٔ سرطان پستان اهل ایالات متحده آمریکا است. او بنیان‌گذار «صندوق میثاق» و «بنیاد درمانی سوزان اس. کومن» است که به نامِ تنها خواهرش «سوزان» نامگذاری شده‌است که در سال ۱۹۸۰ در سن ۳۶ سالگی در اثر سرطان پستان درگذشت. برینکر همچنین از سال ۲۰۰۱ تا ۲۰۰۳ میلادی سفیر ایالات متحده آمریکا در مجارستان، و تا پایان ریاست جمهوری جرج دابلیو بوش، رئیس تشریفات ایالات متحده آمریکا بود. او خودش زنده‌ماندهٔ سرطان پستان است و از تجربیات‌اش برای ارتقای آگاهی عموم دربارهٔ این بیماری استفاده می‌کند. وی سخنرانی‌های عمومی متعددی دربارهٔ حقوق بیماران و پیشرفت‌های علم پزشکی در پژوهش و درمان سرطان پستان انجام می‌دهد. وی سفیر حسن نیت سازمان جهانی بهداشت در زمینهٔ کنترل سرطان پستان و همچنین نویسندهٔ کتاب پُرفروشی از نیویورک تایمز است به‌نام «به من قول بده - چگونه عشقِ یک خواهر، حرکتی جهانی را برای پایان‌دادن به سرطان پستان آغاز نمود» که در ۱۴ سپتامبر ۲۰۱۰ انتشار یافت.
برینکر از طریق ایجاد روابط گوناگونِ اجتماعی-سیاسی با دولتمردان و جامعهٔ اقتصادی، و با یاری جستن از نیروهای داوطلب در ایالات متحده آمریکا، بنیاد کومن را ایجاد نمود. به سبب پیگیری‌ها و کمک‌های او در زمینهٔ پژوهش برای سرطان پستان، مجلهٔ تایم او را در فهرست ۱۰۰ زن تأثیرگذار جهان در سال ۲۰۰۸ قرار داد و از وی به‌عنوان «یک کاتالیزور برای تخفیف رنج در جهان» نام برد. باراک اوباما در ۱۲ اوت ۲۰۰۹ میلادی، وی را به دریافتِ نشان افتخار آزادی رئیس‌جمهوری مفتخر نمود که بالاترین نشان لیاقت شهروندی در این کشور است.